# Григорьевка (Прохоровский район)
Григорьевка — хутор в Прохоровском районе Белгородской области. Входит в состав Журавского сельского поселения.

## География
Находится в северной части Белгородской области, в лесостепной зоне, в пределах юго-западного склона Среднерусской возвышенности, к северу от автодороги 14Н-553, на расстоянии примерно 11 километров (по прямой) к северо-востоку от Прохоровки, административного центра района. Абсолютная высота — 205 метров над уровнем моря.

### Климат
Климат характеризуется как умеренно континентальный, с относительно мягкой зимой и тёплым продолжительным летом. Среднегодовая температура воздуха — 5,4 °C. Средняя температура воздуха самого холодного месяца (января) — −9,2 °C; самого тёплого месяца (июля) — 16,4 — 24,3 °C. Безморозный период длится в среднем 155—160 дней. Годовое количество атмосферных осадков — 527—595 мм, из которых большая часть выпадает в тёплый период.

### Часовой пояс
Хутор Григорьевка как и вся Белгородская область, находится в часовой зоне МСК (московское время). Смещение применяемого времени относительно UTC составляет +3:00.

## История
Время основания хутора Григорьевка относится примерно к 1791 году. Именно это время упоминается в документах, указывающих, что титульный советник, исправник Корочанского нижнего земского суда Богдан Данилович Григорьев имел во владении «летний» хутор. Местоположение описывалось как место «где лог Черный Колодезь впадал в речку Журавку». Постоянным населенный пункт стал уже при его внуке Илье Александровиче Григорьеве в 1825 году. Внук также был известным и уважаемым человеком: в 1822 году он был избран предводителем Корочанского дворянства, а в 1828-м – предводителем дворянства Курской губернии. Позднее, в 1920-1930 годы он становится крупным промышленником, владеет золотыми приисками, винокуренными заводами. Переход от «летней» усадьбы в постоянное поселение произошел также благодаря промышленному интересу владельца: хутор Григорьевка планировался как зернодобывающая «экономия». Так как хутор находился недалеко от деревни Верхняя Ольшанка Обоянского уезда (Пристенский район Курской области), где у Ильи Григорьева был винокуренный завод. Первыми поселенцами хутора были крестьяне из Верхней Ольшанке.     
По данным переписи на 1885 года хутор насчитывал 27 дворов, 191 житель.     

## Население
| 2002 | 2010 |
| ---- | ---- |
| 36   | ↗38  |

### Половой состав
По данным Всероссийской переписи населения 2010 года в гендерной структуре населения мужчины составляли 42,1 %, женщины — соответственно 57,9 %.

### Национальный состав
Согласно результатам переписи 2002 года, в национальной структуре населения русские составляли 100 %.